# Ethendithion
Ethendithion je nestabilní anorganická sloučenina se vzorcem S=C=C=S, za nízkých tlaků a vysokých teplot plyn, při zkondenzování nebo za vyšších tlaků se ale rozkládá.
Ethendithion lze stabilizovat jako ligand navázaný na dva atomy kobaltu. Dalšími komplexy této látky jsou TpW(CO)2(C2S2)– a [TpW(CO)2]2Ni(C2S2)2, kde Tp je trispyrazolylborát.

## Tvorba
Ethendithion lze získat zábleskovou vakuovou pyrolýzou 2,5-dithiacyklopentylidenketenu.
Další možnost představuje disociační ionizace tetrathiapentalendionu a neutralizace vzniklých iontů.
C2S2 vzniká, společně se subsulfidem uhlíku a sulfidem uhelnatým, při elektrickém výboji v parách sirouhlíku.

## Vlastnosti
Základní stav ethendithionu je tripletový (3Σg−).
Ethendithion lze zachytit v matrici z pevného argonu, aniž by došlo k jeho rozkladu.
Infračervené spektrum obsahuje výrazný pás na 1179,3 cm−1, kde u nejběžnějších izotopů nastává asymetrické prodlužování vazeb C=S.
Za teplot nad 60 K se ethendithion polymerizuje; produktem může být například polythien.